# Hitzendumicke
Hitzendumicke ist ein Ortsteil der Kreisstadt Olpe im Sauerland und hat 17 Einwohner (Stand: 31. Dezember 2020).

## Geographie
Der Ort befindet sich nördlich von Olpe im Dumicketal zwischen Biggesee und Listertalsperre in der Nähe von Sondern. 